# المقاتل النهائي: التحطيم
المقاتل النهائي: التحطيم (بالإنجليزية: The Ultimate Fighter: The Smashes)‏ هي النسخة الأجنبية الثانية من يو إف سي - المسلسل التلفزيوني الواقعي المقاتل النهائي. مثل المقاتل النهائي: البرازيل، تم تصوير هذا الإصدار بالكامل خارج لاس فيغاس، نيفادا ويتكون من 13 حلقة مع ختامية بشكل مباشر في أستراليا. أقيمت نهائيات بطولة الموسم، جنبًا إلى جنب مع قتال المدربين، في 14 ديسمبر 2012 في يو إف سي على إف إكس: سوتيروبولوس ضد بيرسون.

## المقاتل النهائي: نهائي التختيم
يو إف سي على إف إكس: سوتيروبولوس ضد بيرسون